# (899) Yocasta
(899) Yocasta es un asteroide perteneciente al cinturón de asteroides descubierto el 3 de agosto de 1918 por Maximilian Franz Wolf desde el observatorio de Heidelberg-Königstuhl, Alemania.
Está nombrado por Yocasta, un personaje de la mitología griega.